# زنبور صغير (جنس)
الزنبور الصغير (الاسم العلمي: Vespula) هو جنس من الدبابير الاجتماعية التي تتوزع على نطاق واسع في نصف الكرة الشمالي. يطلق عليها في أمريكا الشمالية مع شقيقتها من جنس الزنبور الصغير طويل الوجه اسم السترات صفراء (Yellowjackets). الأنواع من جنس الزنبور الصغير لديها البعد بين العين والفلك السفلي أقصر، وتميل لبناء الأعشاش تحت الأرض مقارنة بجنس الزنبور الصغير طويل الوجه.